# Neotorularia grubovii
Neotorularia grubovii är en korsblommig växtart som först beskrevs av Viktor Petrovitj Botjantsev, och fick sitt nu gällande namn av Viktor Petrovitj Botjantsev. Neotorularia grubovii ingår i släktet Neotorularia och familjen korsblommiga växter. Inga underarter finns listade i Catalogue of Life.